# 臺北市立興雅國民中學
臺北市立興雅國民中學（英語：Taipei Municipal Xingya Junior High School，SYAJH），簡稱為興雅國中，也常被簡稱為興雅。是位於臺灣臺北市信義區的一所國民中學，校地右接松德公園，左連博愛國小，鄰近松山高中、松山工農、松山家商、永春高中等著名高級中等學校。

## 簡介
興雅國中位於信義計畫區，擁有校地25,111平方公尺，校舍共計五棟教學大樓及一棟學生活動中心，設有一200公尺的PU跑道及溫水游泳池。歷屆升學表現優異，社團活動多元精彩，學生人數方面，由於年年報名人數過少，是台北市額滿國民中學之一，唯十二年國民教育推動後，此一情況有減少現象，但相較於其他國民中學，招生名額仍然優於其他同級學校。

## 校史
- 民國57年（1968年）：「臺北市立興雅國民中學」成立，與臺北市信義區興雅國民小學共用校舍。
- 民國69年（1980年）：「臺北市立興雅國民中學附設補校」開始招生。
- 民國79年（1990年）：遷校至現址。

## 歷任校長
| 任別 | 姓名   | 任職時間             |
| ---- | ------ | -------------------- |
| 1    | 許春風 | 1968年8月－1975年8月 |
| 2    | 黃孝通 | 1975年8月－1977年8月 |
| 3    | 江 英  | 1977年8月－1978年8月 |
| 代理 | 鄭英敏 | 1978年8月－1979年8月 |
| 4    | 鄭英敏 | 1979年8月－1981年8月 |
| 5    | 李先治 | 1981年8月－1988年8月 |
| 6    | 李澄圳 | 1988年8月－1996年8月 |
| 7    | 陳美枝 | 1996年8月－2003年8月 |
| 8    | 林美霞 | 2003年8月－2009年8月 |
| 9    | 張銀釵 | 2009年8月－2017年8月 |
| 10   | 劉增銘 | 2017年8月－2024年8月 |
| 代理 | 莊國彰 | 2024年8月至今        |